# 유니언섬

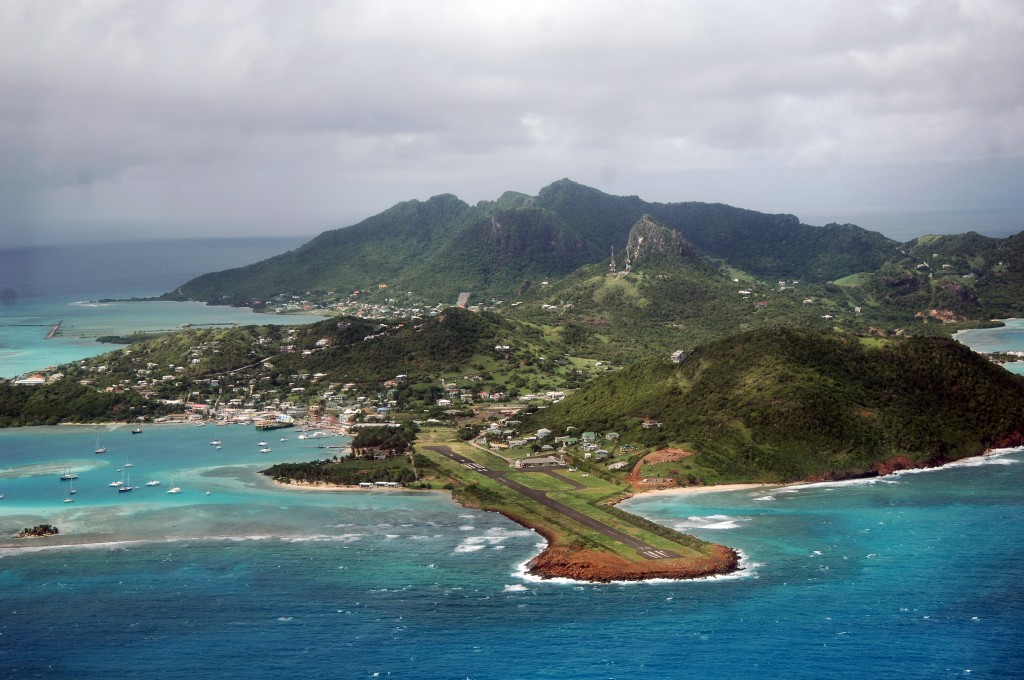
유니언섬

유니언섬(Union Island)은 서인도 제도의 그레나딘 최남단 부분에 있는 세인트빈센트 그레나딘령의 섬이다. 면적은 9평방킬로미터(3.5평방마일)이고 바베이도스 서남서쪽으로 약 200km(120마일) 떨어져 있으며 카리아쿠섬과 바로 남쪽에 있는 그레나다 본토가 보인다.
클리프턴과 애시톤이 두 개의 주요 도시이다. 이 섬에는 주민이 3,000명 미만이 살고 있다. 공식 언어는 영어이다. 그러나 클리프턴의 일부 상인들은 프랑스어와 독일어도 사용한다.
섬에는 유니언 아일랜드 공항(Union Island Airport)이 있으며, 이 공항에서는 세인트 빈센트(Saint Vincent)와 그레나딘 일부 지역으로 가는 국내 항공편과 바베이도스, 카리아쿠(Carriacou), 그레나다 및 마르티니크(Martinique)로 가는 국제선 항공편을 이용할 수 있다.